# بيير لو غروس الأصغر
كان بيير لو غروس (12 أبريل 1666 باريس – 3 مايو 1719 روما) نحاتًا فرنسيًا، نشطًا حصريًا تقريبًا في روما الباروكية حيث كان النحات الأبرز لعقدين تقريبًا.
أبدع أعمالًا نحتية تذكارية لليسوعيين والدومينيكانية ووجد نفسه في صدارة أرقى التفويضات الفنية في عصره: مذبح القديس إغناطيوس دي لويولا في كنيسة جيزو ودائرة تماثيل الرسل الإثني عشر الضخمة في صحن كاتدرائية القديس يوحنا اللاتراني. جذب تعامل لو غروس مع الرخام رعاة متنفذين مثل أمين الخزانة البابوي لورينزو كورسيني (وصار بعد وقت طويل البابا كليمنت الثاني عشر) والكاردينال دو بويون، بصفته عميد مجمع الكرادلة وأعلاهم رتبة. لعب دورًا بارزًا كذلك في مواقع أكثر عمقًا مثل مصلى جبل التقوى وكنيسة أنتاموري في سان جيرولامو ديلا كاريتا، وكلتاهما من الكنوز الصغيرة لروما الباروكية المتأخرة ولا يعرفها الكثيرون بسبب صعوبة الوصول إليها.
كان لو غروس أغزر النحاتين الباروكيين إنتاجًا بين جميع معاصريه، لكنه خسر في نهاية الأمر معركته الطويلة على الهيمنة الفنية أمام الميل الكلاسيكي السائد الذي حاربه سدى.

## اسمه وعائلته
في حين أنه وقع دائمًا باسم لو غروس، ويُشار إليه بهذا الاسم في كل الوثائق الرسمية، شاع في القرنين التاسع عشر والعشرين لفظ الاسم على أنه ليغروس. غالبًا ما يضيف الباحثون لاحقة مثل ’الأصغر‘ أو ’بيير الثاني‘ لتمييزه عن أبيه، بيير لو غروس الأكبر، الذي كان نحاتًا معروفًا أيضًا لدى لويس الرابع عشر ملك فرنسا.
وُلد لو غروس في باريس لعائلة من حسَب فني عريق. توفيت والدته، جان، عندما كان في الثالثة، لكنه ظل على صلة وثيقة بأخويها، النحاتين غاسبار وبالتازار مارسي، الذين كان يتردد إلى ورشتهما وورثها أخيرًا في سن الخامسة عشرة. كان تدريبه الأولي بصفة نحات على يدي والده بينما تعلم الرسم من النقاش جان لو بوتر، عم زوجة أبيه ماري لو بوتر. كان من المقرر لأخيه غير الشقيق جان (1671- 1745) أن يصير رسام بورتريه.

## دراسته
عندما كان طالبًا في الأكاديمية الملكية للرسم والنحت، تلقى لو غروس جائزة روما المرموقة ليدرس في الأكاديمية الفرنسية بروما، إلى حيث وصل في 1690. جدد هناك صداقته الوثيقة بابن خالته بيير لو بوتر، وهو نحات كذلك، وأقام صداقة مع زميله الآخر في الأكاديمية، المهندس المعماري جيل ماري أوبونورد. كان الوقت الذي قضاه هناك من 1690 إلى 1695 مثمرًا لكنه لم يكن رائقًا. أُصيبت الأكاديمية بأزمات مالية مستمرة، وكانت المباني في بالاتزيو كابرانيكا قضية متداعية بعض الشيء، بعيدًا عن العظمة التي تمتعت بها الأكاديمية لاحقًا بعد الانتقال في القرن الثامن عشر إلى بالاتزيو مانتشيني تحت إدارة صديق لو غروس نيكولا فلوغيلز، وفي النهاية إلى فيلا ميديتشي.
كان يتوق إلى إثبات نفسه عبر نحت نسخة رخامية من تمثال قديم، وبعد الكثير من الضغط منح مدير الأكاديمية ماثيو دو لا توليير لو غروس ومسؤوله في باريس إيدوار كولبير دو فيلاسير أخيرًا الإذن في ذلك. كان نموذجه ما سُمي آنذاك فيتوري، وهو تمثال قديم كان قائمًا آنذاك في حديقة فيلا ميديتشي بروما (في لودجا دي لانتسي بفلورنسا اليوم)، وقد اختاره لا توليير باعتباره مثالًا جيدًا عن الفستان الأنثوي الروماني، والذي حسنه لو غروس رغم ذلك وفق إرشادات لا توليير من خلال إدخال تفاصيل الفستان الموجودة في النقوش التالية لزمان رافائيل. بعد أن انتهت في 1695، نُقلت إلى مارلي أخيرًا بعد عشرين سنة أو نحوها ووصلت إلى باريس في 1722 حيث وُضعت في حديقة تويليريه.

## استقلاله المبكر

### مصلى القديس إغناطيوس
في عام 1695 نفسه، شارك لو غروس في مسابقة على مجموعة رخامية لتوضع على مذبح القديس إغناطيوس دي لويولا الذي أقامته الرهبنة اليسوعية لمؤسسها في كنيستهم الرومانية الأم جيزو. تبين أن المشروع هو أكثر المشاريع النحتية التي شهدتها روما في عقود طموحًا ورفعة. صمم بنية المذبح أندريا بوتزو الذي قدم أيضًا رسومًا زيتية للمنحوتات ونقوشًا لتكون أدلة لتكوينها بينما ترك التفاصيل للنحاتين المنفردين.

### الدين يطيح بالهرطقة
توسط النقاش الفرنسي نيكولا دوريني لمشاركة لو غروس وقُرر أن يظل ذلك سريًا للغاية. لم يُسمح للو غروس بإخبار مدير الأكاديمية الفرنسية حتى تلقى تكليفًا حازمًا (ووقع دوريني أيضًا على عقده بصفة شاهد). فاجأت الأنباء لا توليير، ووبخه بسبب خيانته لمن أحسن إليه، الملك الفرنسي، ولم يرَ أمامه خيارًا سوى فصله من الأكاديمية الفرنسية، لكنه استمر في دعمه. في الوقت نفسه، لم يسعه إلا الشعور ببعض الفخر بمحميّه الذي تمكن من التغلب على خيرة النحاتين في روما. شدد بصورة خاصة على أن النماذج التي قدمها جان بابتيست ثيودون الأكبر سنًا بكثير من أجل مجموعة الثنائيات وجب تصحيحها عدة مرات بينما وُضع نموذج لو غروس (في متحف فابر بمونبلييه اليوم) منذ البداية.
كان موضوع لو غروس الدين يطيح بالهرطقة، وهي مجموعة ديناميكية من أربعة تماثيل رخامية أكبر من الحجم الواقعي على الجانب الأيمن من المذبح. بصليبها وحزمة من النيران، تطرد الديانة المتصاعدة، والمقصود بذلك الديانة الكاثوليكية، الهرطقة، متمثلة بامرأة عجوز تقطع شعرها ورجلًا ساقطًا معه ثعبان. وكي لا يُترك مجال للشك فيما يتعلق بهوية الذين يعتبرون هراطقة بالتحديد، حملت ثلاثة كتب أسماء لوثر وكالفين وزوينكلي، الذي يمزق بوتو كتابه. نحت لو غروس تعابير الوجوه على غرار ذا باشنز التي طورها شارل لو برون. بينما تظهر هيئة الدين أشبه بتمثال، تذوب المرأة العجوز في زخرفة الجدار، وينقلب الرجل على حافة الإطار المعماري ناحية المشاهد والأفعى، وهي تفاصيل نموذجية جدًا للو غروس، وتهس مباشرة ناحية المشاهد.
طالما قورن هذا العمل بشبيهه من أعمال ثيودون انتصار الإيمان على الوثنية، والمنحوت بأسلوب أكثر كلاسيكية وصلابة بكثير. استمر هذا التنافس بين الرجلين الفرنسيين خلال السنوات القليلة المقبلة. أطلق البناش والموهبة المصبوبين في هذه المجموعة وحدها حياة لو غروس المهنية. كان تحت طلب كبير، وفي الواقع، أكثر النحاتين انشغالًا في رومًا آنذاك.

### تمثال القديس إغناطيوس الفضي
في 1697، مع اقتراب اكتمال مجموعته، فاز بمسابقة صورة المذبح الرئيسة، التمثال الفضي للقديس إغناطيوس. كانت منافسة غريبة إذ كان على النحاتين الإثني عشر المشاركين تقرير الفائز بأنفسهم من خلال الإشارة إلى أفضل نموذج لمنافسيهم. عندما أُعلن فوز لو غروس اغتبط منافسوه وحملوه في الشوارع انتصارًا.